# Grimmicola parasiticus
Grimmicola parasiticus är en svampart som beskrevs av Döbbeler & Hertel 1983. Grimmicola parasiticus ingår i släktet Grimmicola och familjen Helotiaceae.   Inga underarter finns listade i Catalogue of Life.